# Наумівка (Глухівський район)
Село Наумівка - село, що стало частиною села Білокопитове Глухівського району Сумської області.
Село є основою виробництва Крейди в Сумській області, адже навкруги крейдяних Покладів пізніше розбудували Заруцький вапняковий завод.  

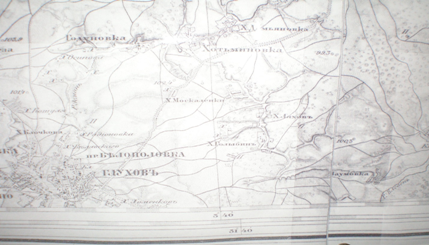
зображення села Наумівка на карті ХІХ століття

## Географія

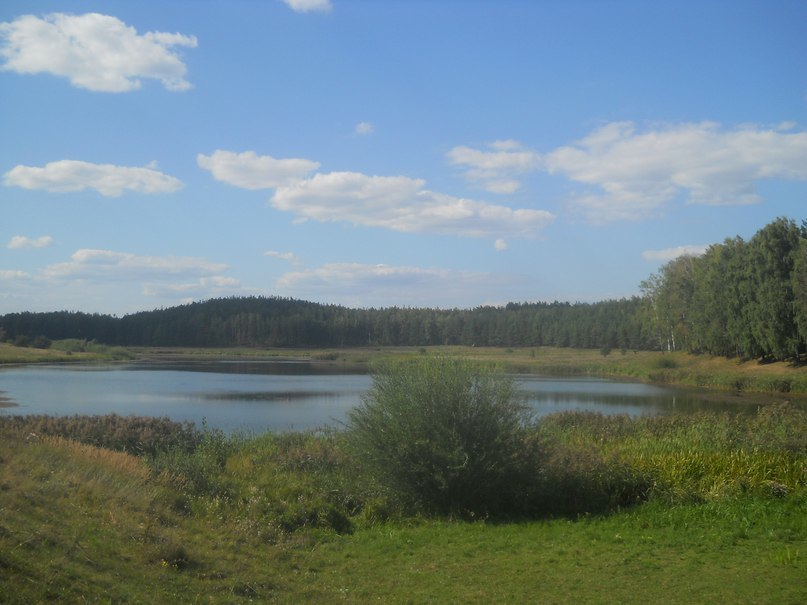
ставок біля Наумівки

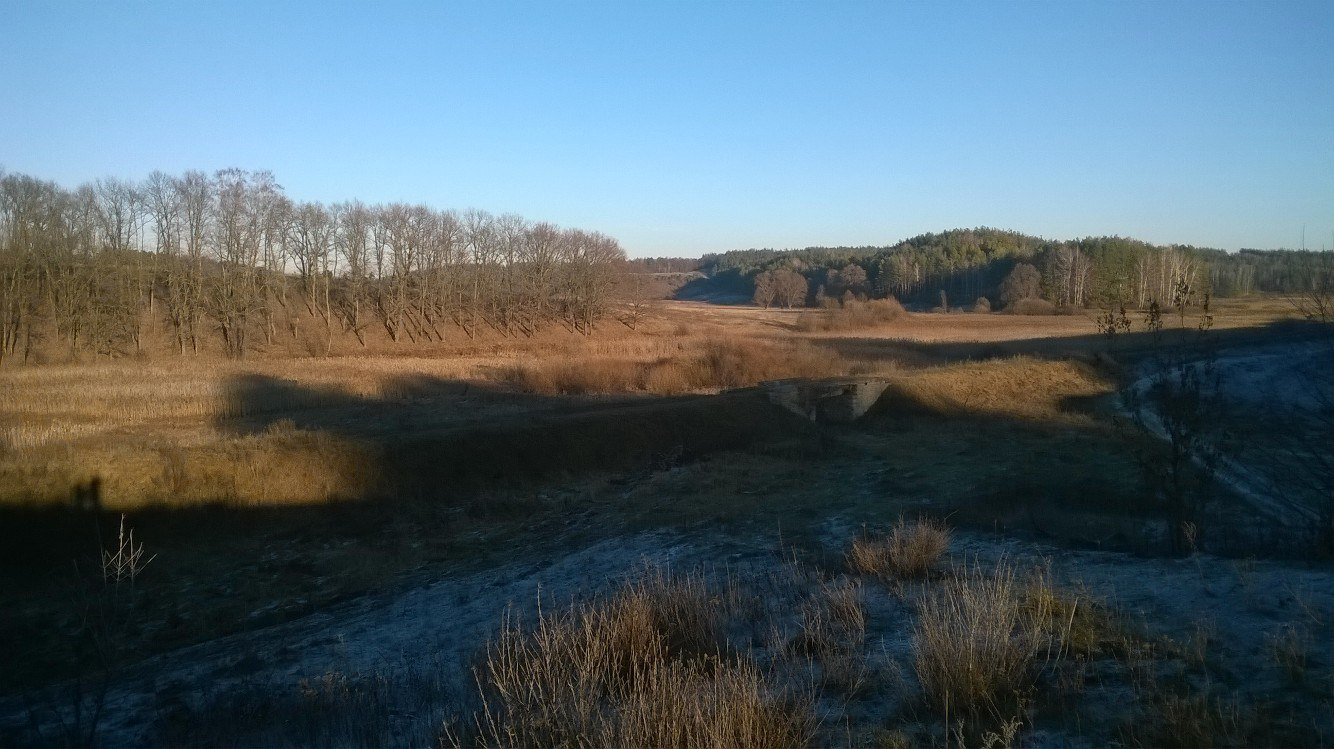
ставок біля крейдяних гір село Наумівка

Село знаходиться за 15 км від районного центру міста Глухів і є частиною села Білокопитове Глухівського району Сумської області

## Історія

### Володіння Заруцьких
Наприкінці 1667 року ці землі за універсалом лівобережного гетьмана Івана Брюховецького землі на південний схід від міста Глухова одержав бунчуковий товариш Новгород-сіверський Олексій Заруцький старовинною Рильською дорогою на правому березі річки Клевені, що протікала по кордону з Курською губернією.
Інше джерело вказує, що за указом та жалуваною грамотою московського князя Олексія Михайловича було дано «за довгу його службу» Олексію Заруцькому, дружині його та дітям безповоротно ці землі. Пізніше, за царювання московських князів Іоанна та Петра Олексійовичів, 9 травня 1683 року була ними дана ще одна грамота Олексію Заруцькому на ці землі. Ці володіння охоплювали майже 1300 десятин землі з сільцем Білокопитовим, що розташовувалися на них, і слобідками Старою Наумовкою і Білокопитівкою. У слобідці Білокопитівці на річці Клевені на місці броду, яким проходила стара Рильська дорога, Олексієм Заруцьким була побудована гребля і млин при ній. З усіх людей, що проїжджали по греблі, бралося Заруцьким «від воза по дві гроші». Заруцький же володів берегами з обох боків річки Клевені і мав одноосібне право вздовж річки Клевені сіно косити та рибу ловити. Йому ж за річкою Клевень у Крупецькій волості Курської губернії в дров'яних угіддях дозволялося лежаче дерево на дрова брати, щоб «йому і дітям його було з чого на Государевій службі служити».
13 листопада 1708 року син Олексія Заруцького Афанасій за промову у Глухові, який засуджував «изменические дела» Івана Мазепи у присутності царя Петра І і новообраного гетьмана Івана Скоропадського отримав нагороду від царя: царську жаловану підтвердну грамоту на сільце Білокопитове та інші землі, а також угіддя, що належали його батькові в Глухівському та Новгород-Сіверському повітах. У двох верстах від сільця Білокопитова в слобідці Білокопитівці Заруцькі збудували собі будинок, і місце це стало називатися хутір Заруцький, а село, що виникло поруч, стало іменуватися Клевень, абсолютно витіснивши з вживання колишню назву.
Після смерті Афанасія Заруцького всі його володіння були поділені між синами Олексієм, Андрієм та Іваном Заруцькими, двом останнім дісталися землі у Глухівському повіті. Іван успадкував слобідку Стару Наумовку, а Андрій отримав сільце Білокопитове і село Клевень з хутірцем батька.
Після цього почалася низка позовів за цю спадщину. Вдова Афанасія Заруцького була незадоволена марнотратством свого сина Андрія та його дружини, тому, наблизивши до себе свого племінника, тодішнього ділка, Петра Васильовича Валькевича, і розділивши з сином володіння, свою частину, у тому числі й сільце Білокопитове з селом Клевень, заповідала Валькевичу.
Після смерті Андрія Афанасовича Заруцького його вдова, дізнавшись про цей заповіт, скаржилася 1734 року князю Шаховському: «Свекруха моя, будучи хвора, ствердила духовну свою племіннику Петру Валькевичу, за деяким своїм недобробутством на мене і на дітей моїх, с. Ковпинку, х. Клевень з сільцем Білокопитовим, які маєтності з суду військового віддані мені та дітям моїм декретом; а цю духовну сам Валькевич, надиктувавши в домі своєму, прислав писарем своїм до свекрухи моєї хворої… яку духовну послала вона свекруха до Стародубського магістрату для вписання до книги… Того заради прошу наказати… щоб свекрухи моєї духовної, як неправильно Валькевичем складеної і бути йому, Валькевичу, посесором маєтків Заруцького, бо є премії тих добрих законні спадкоємці, чоловіка мого діти, такої духовної не приймають…».
Справа ця була вирішена генеральним судом у 1736 році на користь Валькевича, але коли в 1740 році приїхав до Глухова «правителем» масон Кейт, відомий своєю правдивістю, то справа ця, за скаргою Заруцької, була вирішена в генеральній канцелярії на користь Заруцьких. Валькевич скаржився до сенату, де ця справа знову розглядалася вже за Розумовського, і знову було вирішено на користь Заруцьких.

### Розвиток після селянської реформи 1861 року
Село Наумівка знаходилася на правій стороні річки Занькови Криниці та до 1861 року повністю знаходилася у володінні Варвари Миколаївни Шечкової. У селі було 9 селянських дворів та панська садиба Шечкової. Місцевість цієї дачі досить гориста. Із заходу на схід та південний схід пролягає глибокий яр, від якого за різними напрямками йдуть неглибокі одвірки. По всіх схилах вапняний ґрунт і він становить всю масу височини. По яру та одвірках ріс переважно дубовий ліс із чагарником. У цьому яру від ключів утворилася річка, що отримала назву Занькова Криниця, яка й текла яром. Наприкінці яру, біля самого села, було влаштовано греблю, при якій існував млин. Від греблі річка вузьким струмком текла на південь і впадала в Клевень. Від млина берега річки були болотисті. Довжина її течії була до 3 верст. По східній стороні дачі села Наумівка протікала на південний захід річка Клевень, її береги були дуже топкі і вкриті дрібним листяним чагарником. В обох річках водилися удосталь карасі та раки. Судноплавства по мілководді не існувало.
Жителі села Наумівки переважно займалися хліборобством, господарство було трипільне та жодних удосконалених знарядь праці не застосовувалося. Засівались, головним чином, овес, гречка, жито та горох. При середньому врожаї з десятини збирали по 7 коп., та якщо з копини отримували 4,5 – 5 пудів зерна. На городах селян була засіяна здебільшого коноплі, картопля, капуста та буряк, які йшли для домашнього вживання, лише частина конопель при гарному врожаї продавалася у Глухові. Поміщиця більшу частину хліба та овочів продавала. Селяни жили бідно, хліба та інших продуктів ледь вистачало на їжу. Окрім занять хліборобством, селяни через відсутність поблизу промислових закладів іншої роботи не мали. Поміщиця ж, крім торгівлі хлібом, ще мала на річці Занькові Криниці млин на 2 поставах, а на лівому березі тієї ж річки за 2 версти від маєтку добувала вапно, яке обпалювалося у влаштованих там же печах. Для випалювання вапна було зведено три печі (по одній для кожного власника цих місць): одна у володінні поміщика Дергуна, друга у володінні поміщиці Шечкової та третя у володінні поміщиці Бетхер. Роботи ці проводилися влітку, восени та навесні. Піч топилася 6 днів, при цьому йшло 30-33 сажнів дров. З печі виходило від 250 до 300 чвертей вапна гарної якості. Ціна вапна була від 70 коп. до 1 руб. за чверть. У східній частині села Наумівка розташовувався ще один цвинтар.
Село відоме з початку XIX ст.: за 7 верств від Глухова по Курському поштовому тракту і річці Клевень знаходилися "крейдяні гори". Так називали поселення з 20 Кріпацьких дворів ,в яких проживали 115 чоловік і було 10 дворів. Після відміни кріпацтва в 1862 році Поміщики Радченко и Бек  відкрили Завод  по переробці Крейди в селі Заруцьке. Іван  Федорович Дочевський відкрив Завод по переробці Крейди в селі Наумівка. Бек Петро Вільгельмович володів селі Заруцьке  865 десятинами землі. З часом два заводи в селі Заруцьке та в селі Наумівка були здані в оренду купцю Ізраїлю Абрамовичу Янпольскому, який керував заводом 30 років. Крейдяні заводи в той час обслуговували 20 робітників. У Янпольского служили і багато жителів сіл Заруцьке та Наумівка, у тому числі і євреї. Добуття крейди велося ручним способом: крейду нагружали в спеціальні ємкості і на мотузках піднимали наверх по стіні карьєра.
Ось як описував цей процес А.Петровский в газеті «Черниговские губернские ведомости» в 1889 році:
«Известковые пласты, за малыми перерывами, чуть не сплошь расположены вдоль ссеверо-восточной и северной стороны Глуховского  уезда, неглубоко от поверхности и в расстоянии 5, 12 и 20 верст от г. Глухова. В былое время, хотя и не в значительном количестве, но известковая промышленность производилась во многих местах уезда здешнего, о чем и поныне свидетельствуют сохранившиеся развалины «выжигальных» печей и вскопаные места в «Калиновом кусте», «Яценковом хуторе, у бывшей Редьковщине» (около Кучеровке) и других местах. С годами промышленность почему-то прекращается то в одном, то в другом месте и в настоящее аремя сосредоточилась почти исключительно около дер. Наумовки, в имении г. Радченко, меловую гору которого арендует Ямпольский; да в этом году вновь возобновил добывать мел и изготовлять известь Локанцов во вновьприобретенном им хуторе «Яценковом», в 5-ти верстах от Глухова. В этом хуторе и ранее этого существовал известковый завод, равно такой же был и в соседнем «Клиновом кусте», но они прекратили свое существование по бездоходности, каковая участь постигла и другие известковые заводы уезда, кроме «Свеского» г. Неплюева, который существует для хозяйственных нужд собственного сахарного завода и имения владельца, и в сбыте не заинтересован.Чуть не повсеместное прекращение этой промышленности в уезде, а равно сосредоточие и расширение ея лишь около дер. Наумовки, у руках арендатора Ямпольского, невольно останавливает мое внимание, и я постарался лично побывать на месте разработки, осмотреть производство промышленности и хотя отчасти ознакомиться с теми условиями, которые так благоприятствуют развитию здесь этой промышленности, пагубно влияя в тоже время на такие же предприятия других; вместе с сим постарался распросить других владельцев, в имениях коих существовал известковый промысел, о причине прекращения сей промышленности в их имениях.
Из всего, что мне удалось узнать по этому поводу, нельзя не вывесть заключения, что «отсутствие сбыта извести и мела», на которое указывают владельцы, не главная причина упадка этой промышленности в их имениях, которой нужно искать всего более в отсутствии личной энергии и торговой сметки новых предпринимателей, часто совершенно несведущих в этом деле, вследствие чего Ямпольский, платя ежегодно 400 руб. одной лишь аренды за гору, не только продолжает вести с пользой для себя и владельцев это дело, но и не дает возникнуть конкуренции, придавливая её в зародыше солидностью ведения дела. Здесь все почему-то стараются объяснить успех Ямпольского существенною поддержкой его дела торговым домом г.г. Терещенко, на ближайшие сахарные заводы коего он поставляет ежегодно от 100000 до 150000 пуд. мела и извести; но разве торговый дом г.г. Терещенко обязательно будет продолжать брать материал от Ямпольского даже и в том случае, если товар, равный по доброте, будет предложен по ценам более дешевым? Нам кажется, что коммерческие рассчеты говорят противное, тем более, что торговый дом, не взирая на бывшие и существующие крупные цифры забора, поныне платит по 1 руб. 75 коп. за четверть извести, правда с доставкой, которая стоит 25 коп. от четверти.
Возможна ли при таких ценах конкуренция? В промышленности сбыт первая и главная часть дела, и я, не будучи до тонкости сведущ в деле сбыта товара этой промышленности, не буду останавливаться на этой стороне ее, хотя упомяну вкратце, что в 1885-м году, у Костромской губ. торговцы известью продавали ее и на месте от 35 до 40 коп. за четверть. Разница в ценах на дрова, допустим, существует значительная между Костромской губ. и нашей, - но и цена на известь так различна, что на нее нельзя не обратить внимания.
Что же касается разработки мела и извести, то это дело не требует слишком солидных затрат, так что я в кратце изложу как оно производится в мелоломнях, арендуемых Ямпольским, и какие существуют затраты на производство.
С начала весны поденные рабочие, с платой от 25 до 30 коп. взрослому на своих кормах, - подросткам и девушкам от 20 до 25 коп., также с кормами рабочего, нанимаются очищать место горы для предстоящей ломки, при чем приходится снимать аршина на два земли, на каковой глубине идет залеж уже чистого мела. Это затрата совершенно непроизводительная и, как таковая, единственная в этом деле. Ломка мела производится в громаднейшей яме, достигающей высоты в две и более сажени; и эта яма по мере надобности постепенно расширяется и углубляется. Работа производится самыми примитивными орудиями: лопатами, топорами, заступами и другими насеками откалывают куски мела (calcaria carbonica) разной величины, который потом взваливают на носилки и относят к месту склада, где его грузят на подводы для отправки, или же относят и грузят в выжигальные печи, коих в Наумовском лесу две. Печи по возможности всегда устраиваются в самой горе, так они устроены и Ямпольским, вместимостью каждая из них по 6000 пудов. Уже поэтому количеству можно судить о величине каждой печи, почему я вкратце опишу виденное мною наружное устройство ее. Яма сажени в 3-ри глубины и саженей 15-ть в окружности составляет ощую печь, среди которой (с окном, выходящим в одну сторону и служащим для вбрасывания дров) устраивается печь для топки. В общей печи куски мела складываются по сторонам, один на другом до уровня с землей, после чего куски мела складывают еще в высоту, постепенно съуживая, так что печь представляет собой правильную конусообразную форму. При топке печи, огонь и жар идут сначала вверх к щелям, но по мере того как верхние слои прожигаются, наружные прожженные слои замазываются глиною, и тогда жар распростроняется на низшие слои печи. Тяжелая сама по себе работа ломки мела и носка его в печь; но приставленным к печи и следующим за выпалкою – несравненно еще труднее, почему плата последними получается вдвое более против заработка ломщиков. Обжигание печи извести в Наумовке идет до двух недель и требует 10-ти саженей дров; при чем требуется постепенность перехода от меньшего к сильному жару. Из этого нельзя не видеть, что цена на дрова играет важную роль в удешевлении извести. В настоящее время цена на дрова стоит от 14 до 17 рублей за сажень 4-х поленных дров. Плата рабочим, производящим ломку мела, до 30 коп. в день на своих (рабочего) кормах, - во время косовицы и жнива плата повышается на 5 или 10 коп. в день; но вслед за прекращением страдных дней – прекращается и экстренная плата. Вообще, следует сказать, что все очищающие с весны гору, потом производят и ломку. Работающим около печи, т.е. заведывающим обжиганием извести плата от 50 до 70 коп. в день, также на своих кормах. Всех рабочих в Наумовских мелоломнях выходит по 10-ть человек ежедневно. В этом году г. Янпольским предполагается изготовить извести до 40000 пудов, которая главным образом имеет сбыт в Крупецкий Сахарный завод, у количестве 25,000 пуд; остальное количество добывается для построек в г. Глухове и ближайших окрестностях. Цена извести от 1 р. 75 коп. до 1 р. 80 коп. за четверть с доставкой в большом количестве и 2 руб. за четверть при незначительном требовании. Кроме того Ямпольский поставляет в Крупецкий сахарный завод ежегодно до 75,000 пудов мелу, по 5 коп. за пуд с доставкой. Цена за доставку в Крупецкий завод от 50 до 75-ти копеек от подводы, забирающей 2 четверти извести или 25 пудов мелу; в Глухове плата на 5-10 коп. дешевле. Понятно, что при провозе играет существенную роль в цене время года и состояние дорог.
Ознакомившись подробно с состоянием этой промышленности в дер. Наумовке, по справедливости, необходимо сказать, что и здесь за последние 5-6-ть лет промышленность эта значительно сократилась, в особенности по изготовлению извести. Причина та, что за эти годы уничтожилась бумажная Пикуновская фабрика г.г. Терещенко, находящаяся около Глухова, а в этом году торговый дом г.г. Терещенко отказался от аренды Шалыгинского песочно-сахарного завода (в Путивльском уезде, курской губ.), тогда как оба эти заведения ежегодно потребляли извести не менее 25,000 пудов!
Как скуден известковый промысел, но окрестные поселяне рады даже ему, так как он все-же дает им значительный заработок по извозу; тем более приходится дорожить им, что в этой части уезда совершенно отсутствуют кустарные или отхожие промыслы, вместе с тем в этом районе полнейшее отсутствие промышленных заведений, вызывающих извоз, а это единственный промысел, которым способны бы заняться местные крестьяне.»
У 1895 році Янпольский викупив крейдяні промисли Дочевського в Наумівці. Цього ж року за дачами села Наумівка пройшла вузькоколійна залізнична гілка Ворожба – Середина-Буда, що зв'язала Глухів із основними залізничними магістралями. У районі крейдової гори та вапнякового заводу було влаштовано станцію «Роз'їзд Заруцький», завдяки чому видобуток, виробництво та відвантаження крейди та вапна на Заруцькому заводі різко зросли. Станція займалася виключно відправкою вантажів, яких відпускалося до 125 пудів на рік.
В 1902 році помер Бек Петро Вільгельмович ,на землі якого були заводи
Дачі села Наумовка до 1917 року так і залишалися у володінні Костянтина Григоровича Радченка, який у 1907 році пішов у відставку з посади Московського Поштдиректора і досить багато часу з сім'єю проводив у своєму маєтку. У 1911 році на своїх землях біля станції «Роз'їзд Заруцький» Радченко збудував паровий крейдяний млин і піклувався про перебудову Покровської церкви села Білокопитове. На початку XX століття дачами села Наумівка, дачами села Білокопитове та шматочком дач села Клевень (Заруцьке) володіла родина Радченків. Частиною дач села Клевень (Заруцьке), що залишилася, володіла сім'я Беків..
В передреволюційні роки завод у Наумівці закрився. У роки Російської революції (1917) Наумівка була приєднано до сусіднього села Білокопитове

## Відомі люди

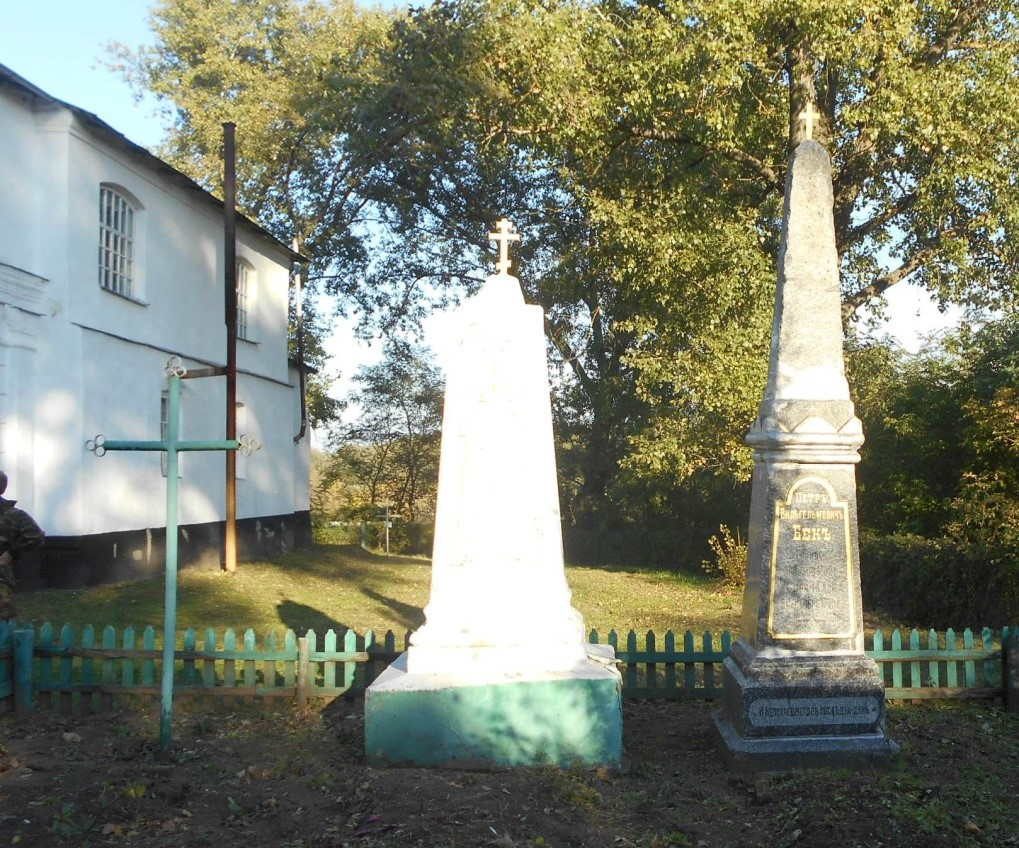
Могили родини Бек

В ХІХ столітті великий внесок в розвиток Наумівки. Володів крейдяними заводами управитель промисловості родини Терещенків
Бек Петро Вільгельмович
https://uk.wikipedia.org/wiki/Файл:Могили_родини_Бек.jpg